# Palazzo centrale dell'Università di Pavia
Il palazzo centrale dell'Università di Pavia è un complesso situato a Pavia, in Lombardia, sede del rettorato e di alcune facoltà universitarie e del Museo per la storia dell'Università di Pavia.

## Storia
L'università di Pavia fu fondata nel 1360, ma per lungo tempo le lezioni si svolsero in luoghi diversi, come nei locali del monastero domenicano di San Tommaso, presso abitazioni private o nel broletto. Solo tra il 1485 e il 1490 Ludovico il Moro decise di donare all'ateneo, l'unico del ducato di Milano e in grande crescita in quegli anni, il palazzo di Azzone Visconti che si trovava lungo Strada Nuova, vicino all'ospedale San Matteo. L'edificio fu ristrutturato nel 1534 e durante questi lavori furono creati due cortili porticati e dotati di loggiato, uno destinato agli studenti di diritto civile e canonico, detto “Legale” (attualmente dedicato ad Alessandro Volta, la cui statua, opera di Antonio Tantardini, fu posta nel 1878), e il secondo, originariamente detto “Medico”, ma ora intitolato agli studenti caduti durante il primo conflitto mondiale, lungo il quale si affacciavano le aule che ospitavano gli insegnamenti di medicina, filosofia e arti liberali. I due cortili furono modificati, tra il 1661 e il 1671, su progetto di Giovanni Ambrogio Pessina, che lavorò anche alla Fabbrica del duomo di Milano. Il Pessina, come in altri edifici lombardi, quali il collegio Borromeo e l'Accademia di Brera, strutturò i cortili su un doppio porticato, sorretto da colonne doriche binate in granito rosa di Baveno, unite da balaustre al piano superiore e collegate da archi poligonali. 
Nel Settecento, l'imperatrice Maria Teresa rivitalizzò l'università, rinnovandone gli insegnamenti, chiamando docenti di fama europea, ma anche facendo ristrutturare integralmente il complesso. Il progetto fu affidato a Giuseppe Piermarini, che disegnò, tra il 1771 e il 1773, la sobria facciata lungo Strada Nuova, arricchita da paraste e provvista di due portali, e modificò i cortili, sostituendo le coperture a cassettoni con volte e trasformando gli archi poligonali in tondi. Negli stessi anni furono anche completate la biblioteca (1772) e l'aula Foscoliana (1775- 1782) destinata alle cerimonie di laurea.  La crescita che conobbe in quegli anni l'ateneo resi necessari nuovi interventi edilizi, e nel 1783 l'imperatore Giuseppe II concesse all'università il complesso del monastero del Leano, da poco soppresso e confinante con il cortile “Legale”. Il nuovo corpo, progettato da Leopoldo Pollack e strutturato su un terzo cortile, anch'esso dotato di doppio loggiato su colonne doriche binate, ultimato nel 1785, fu destinato alla facoltà di Teologia. Sempre negli stessi anni, grazie ai finanziamenti concessi dall'imperatore, furono creati, sempre su progetto di Leopoldo Pollack, il nuovo teatro anatomico (aula Scarpa) tra il 1785 e il 1786, e il teatro fisico, oggi aula Volta, nel 1787. 
Tra il 1819 e il 1850 il complesso conobbe un nuovo ampliamento. Con l'acquisizione e successiva demolizione della parte meridionale dell'ex monastero del Leano e della rispettiva chiesa, vennero costruiti, su progetto di Giuseppe Marchesi, altri due cortili porticati, dove furono poste numerose epigrafi e reperti lapidei di età romana murati sotto i portici, mentre tra il 1822 e il 1823 venne realizzato il grande scalone, sempre su progetto del Marchesi, a sud del cortile “Legale”. Tra il 1845 e il 1850 venne anche costruita la nuova aula magna, inizialmente progettata da Giuseppe Marchesi, ma realizzata sotto la direzione di Giovanni Battista Vergani. Sempre negli stessi anni, a causa della demolizione di molti edifici religiosi della città, furono recuperate molte epigrafi e monumenti tombali, soprattutto del XV e del XVI, di docenti dell'università che furono posizionati sotto i portici dei cortili e in particolare nel cortile Volta, dove si conserva il grande monumento funebre di Andrea Alciato e la lastra terragna di Baldo degli Ubaldi.
Nel 1932 il complesso conobbe un nuovo grande ampliamento, infatti l'ospedale San Matteo fu trasferito presso le nuove cliniche sorte in viale Golgi, e l'università acquisì quindi il confinante complesso quattrocentesco dell'ex ospedale.

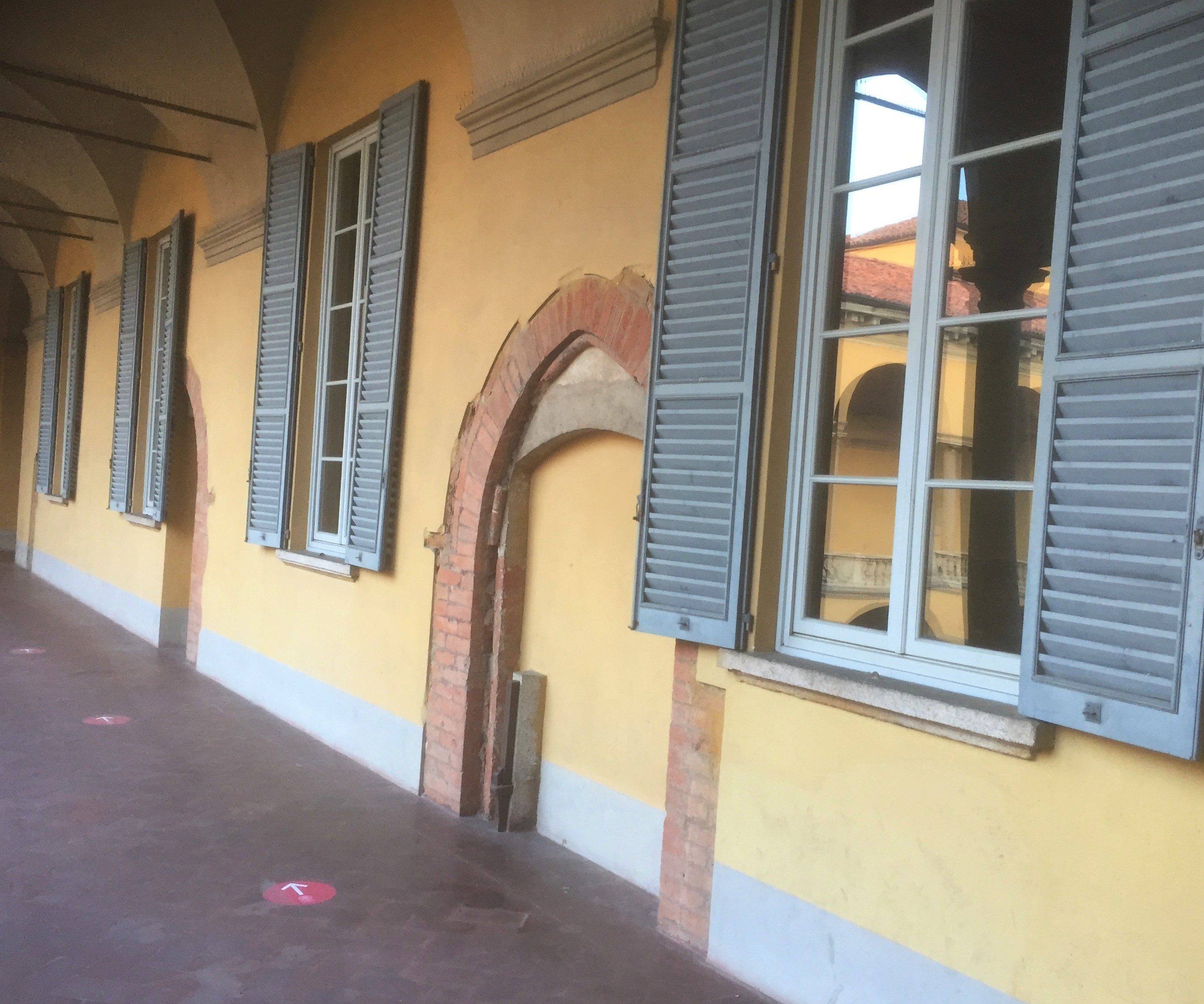
Resti delle bifore del palazzo di Azzone II Visconti.
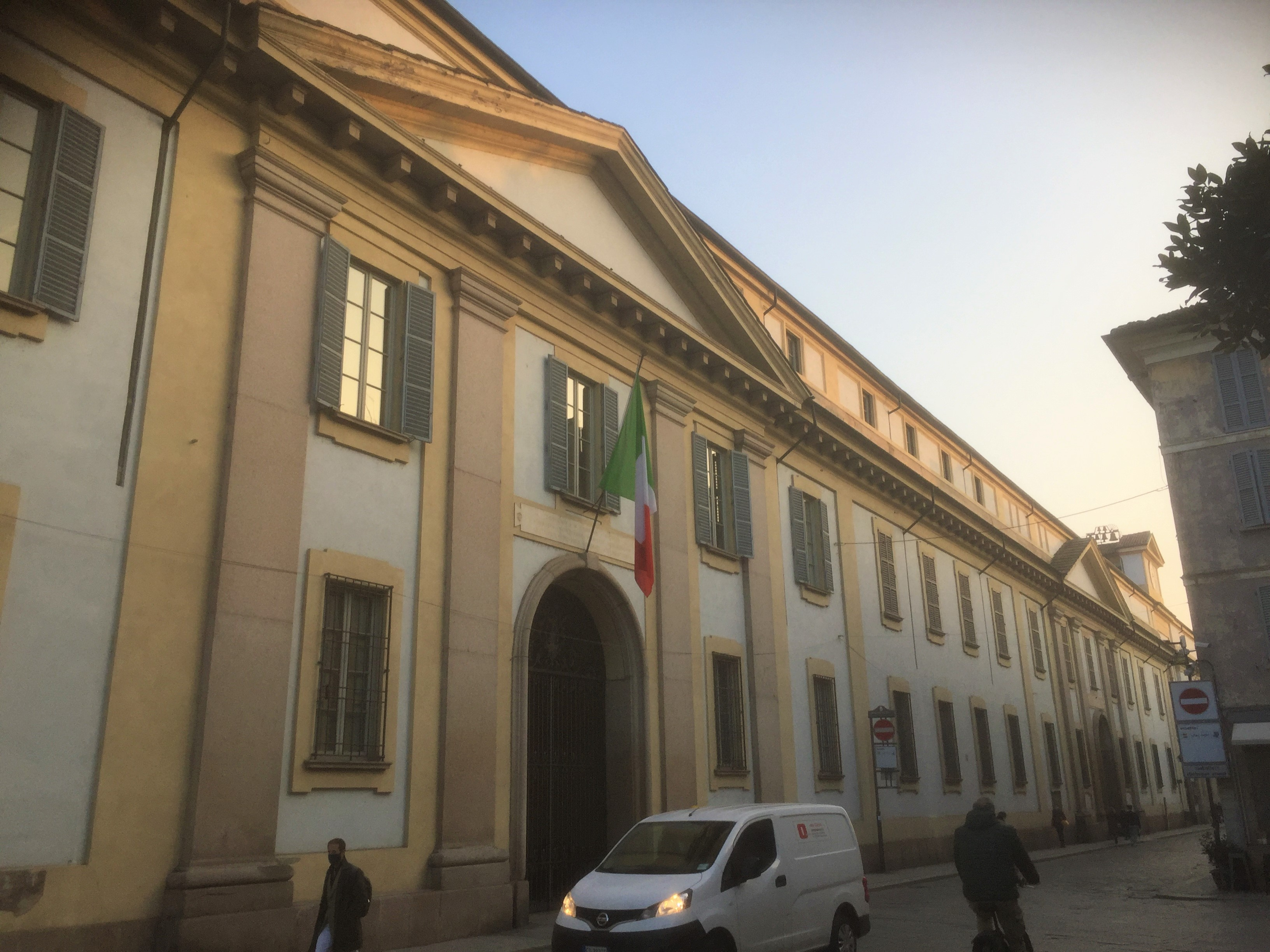
La facciata progettata da Giuseppe Piermarini, 1771-1773.
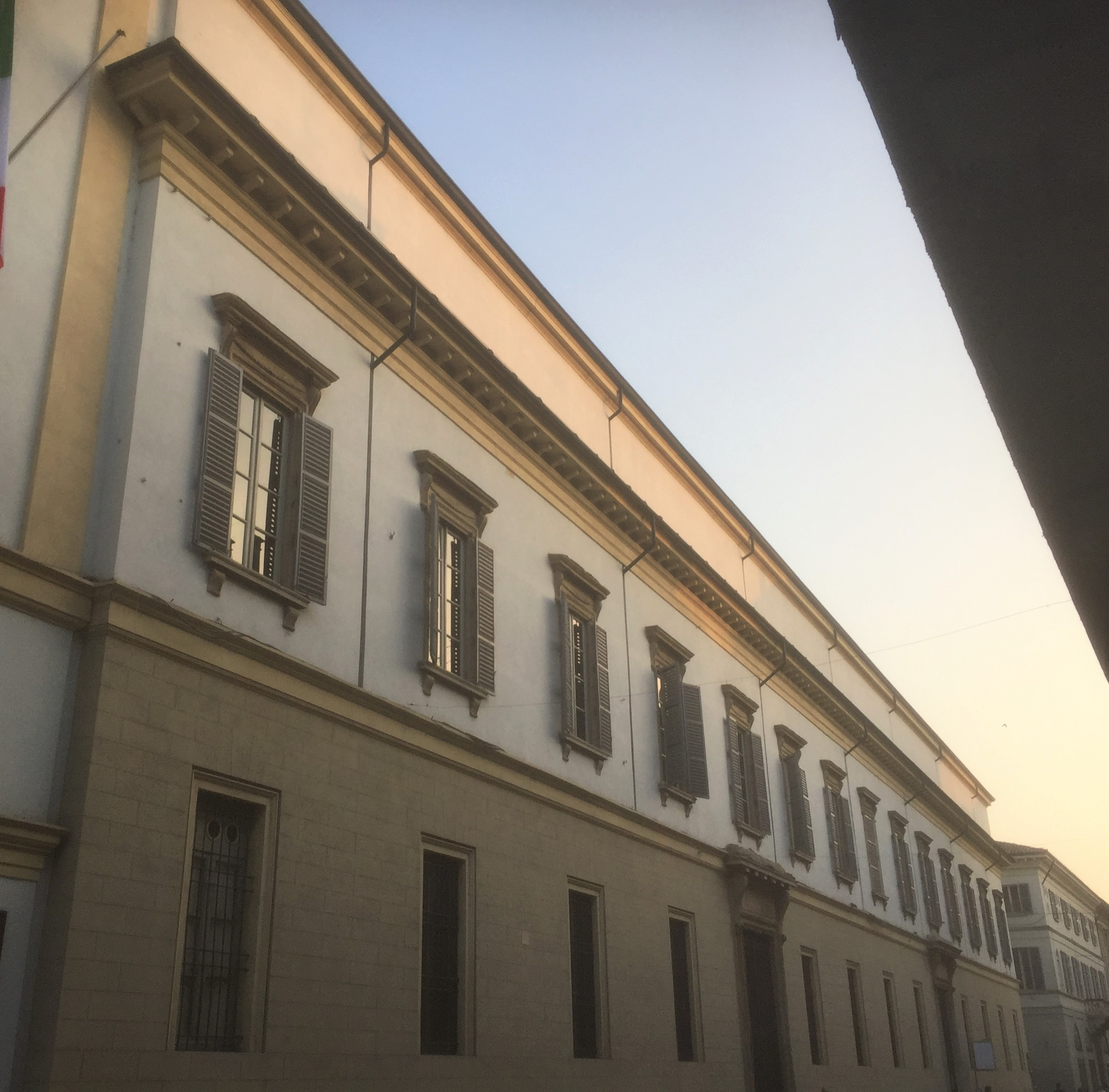
La facciata progettata da Leopoldo Pollack, 1785.
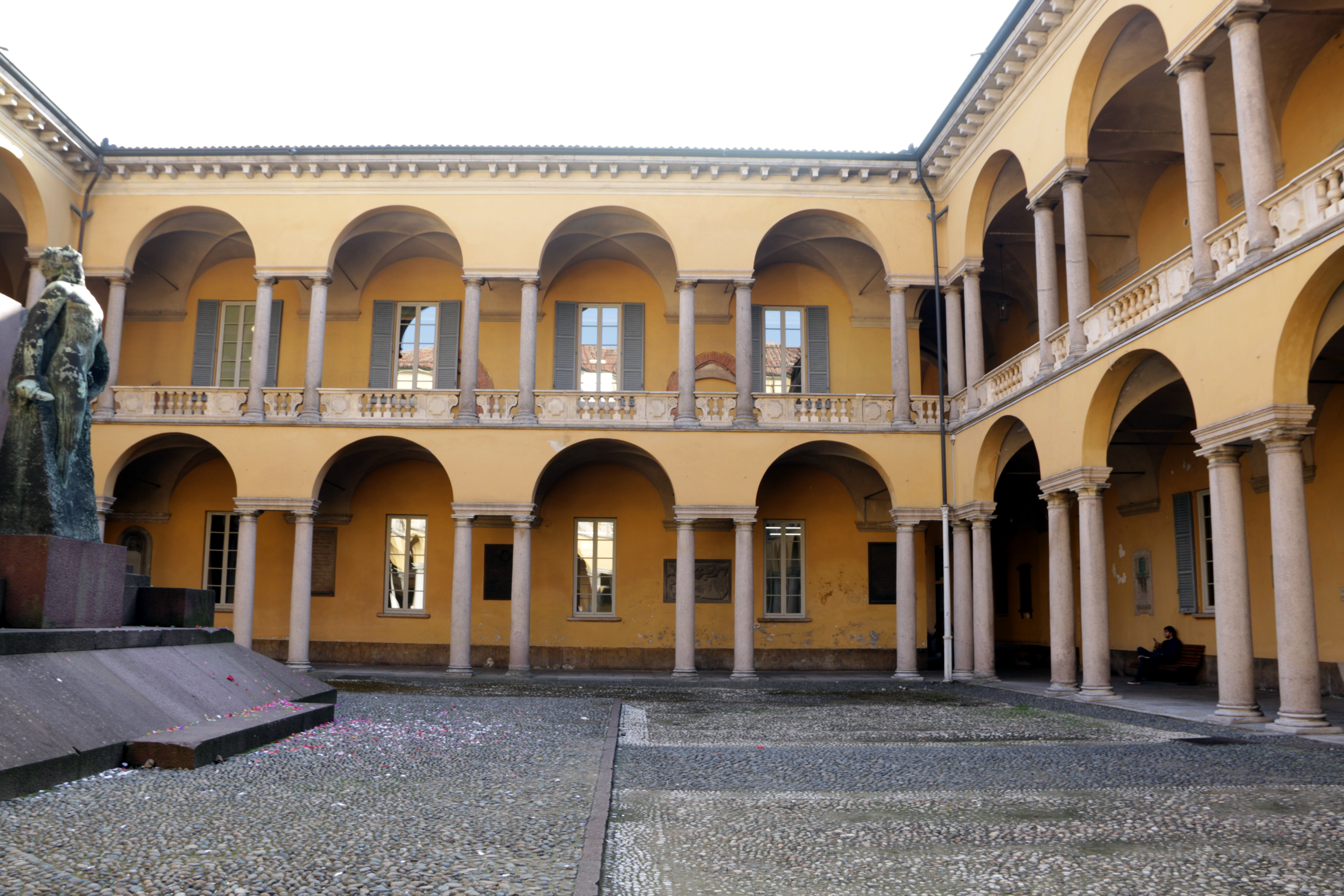
Il cortile dei Caduti
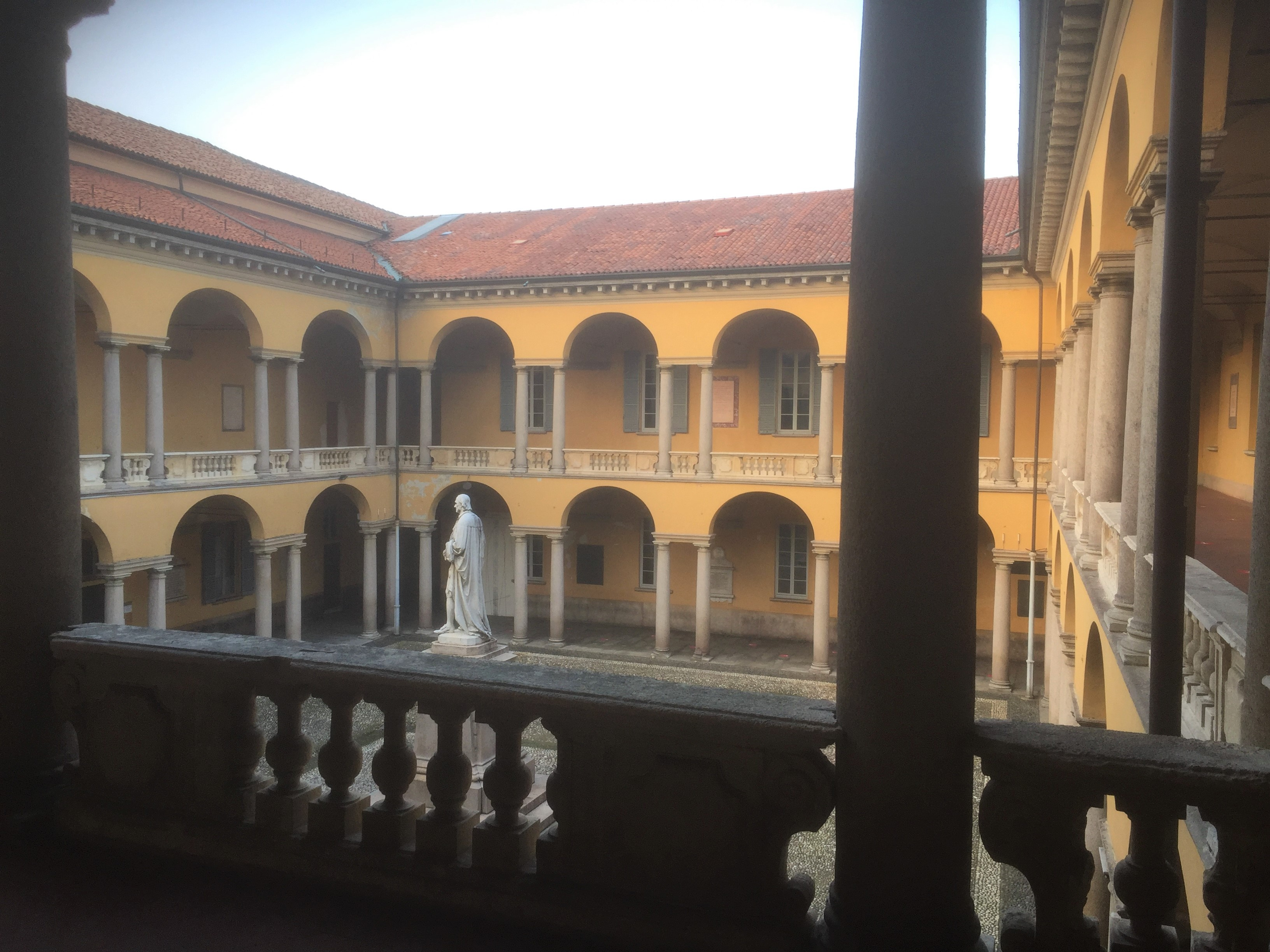
Il cortile Alessandro Volta
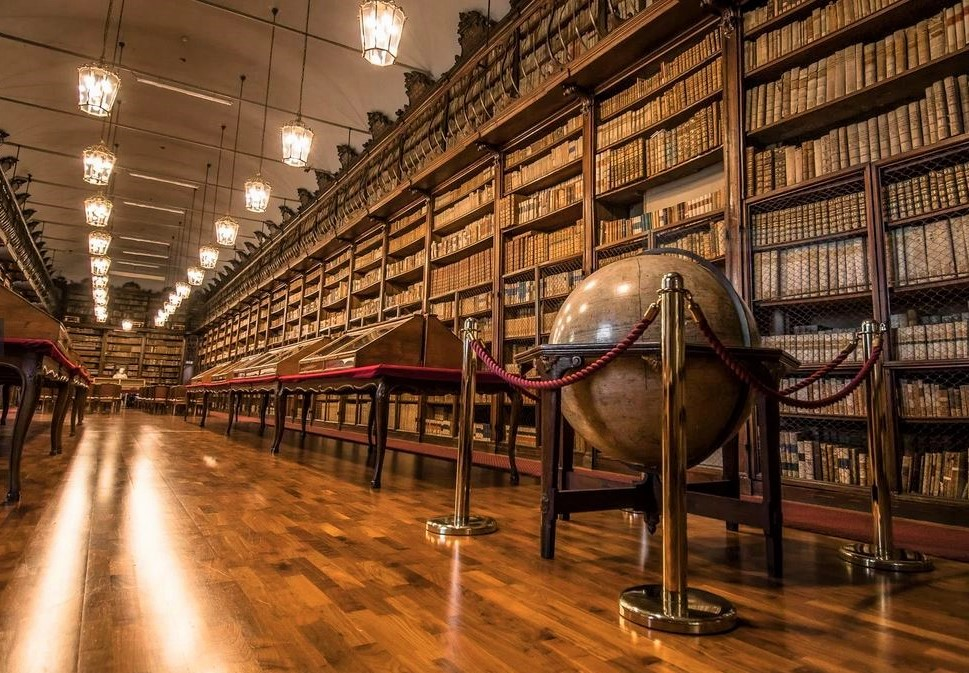
La biblioteca, 1772.

## Descrizione
La riforma dell'università voluta dall'imperatrice Maria Teresa riguardava anche gli ambienti dell'ateneo, che andavano ammodernati e adeguati alle nuove esigenze didattiche. Il primo intervento fu il rifacimento della facciata lungo il corso di Strada Nuova, il cui progetto, su indicazione del cancelliere Wenzel Anton von Kaunitz-Rietberg, fu affidato nel 1770 a Giuseppe Piermarini. La facciata, i cui lavori terminarono nel 1776, si presenta abbastanza sobria, arricchita da paraste, mentre i due ingressi sono ornati da pilastri coronati da capitelli dorici che sostengono un'alta cornice, sopra la quale si trova un timpano, che, nel progetto originario, doveva essere decorato da statue e stemmi imperiali, poi non aggiunti. Dall'ingresso principale si raggiungono i due cortili, un tempo detti “Legale” e “Medico” e ora “Alessandro Volta” e dei “Caduti”, originariamente disegnati Giovanni Ambrogio Pessina a fine Seicento e dotati di doppio loggiato. Essi furono trasformati tra il 1782 e il 1783 dal Piermarini, che fece eliminare i soffitti a cassettoni, sostituiti con delle volte. Inoltre, le corti, che erano a prato, furono acciottolate, mentre i portici furono pavimentati con lastre di beola e, intorno al 1790, su indicazione di Leopoldo Pollack, furono decorati con le lapidi e i monumenti funebri dei professori recuperate dalle chiese soppresse. Tra il 1785 e il 1787 il Pollack realizzò, uniformandolo ai due precedenti grazie al doppio loggiato su colonne ioniche binate, il cortile “Teologico”, ora detto “delle Statue”, dotato di una facciata rivolta verso il corso di Strada Nuova (1788) di gusto diverso rispetto a quella precedentemente realizzata dal Piermarini, dato che presenta, al piano terreno, un paramento in bugnato. Dopo la parentesi napoleonica, nuovi interventi furono effettuati durante gli anni della restaurazione, quasi tutti su progetto di Giuseppe Marchesi, come la sala per il ricevimento dei personaggi illustri in visita all'università, realizzata nel cortile Volta nel 1819, i cortili del rettorato, tra il 1819 e il 1821, il grande scalone monumentale presso l'ingresso principale, arricchito da statue e stucchi, la torretta dotata di orologio e campane (1824) e il teatrino di Matematica (aula VII) tra il 1834 e il 1835.
Nel 1837 si rese necessaria, anche per il progressivo aumento degli studenti iscritti all'ateneo, la realizzazione di una nuova, e più grande, aula magna. Il progetto fu affidato a Giuseppe Marchesi, ma i lavori, diretti da Giovanni Battista Vergani, iniziarono solo nel 1845 e si conclusero nel 1850. L'edificio riprende due tipologie fondamentali del mondo classico, il tempio, a significare la sacralità del luogo, nella facciata, scandita da otto grandi colonne corinzie in granito, sopra le quali si trova un timpano, arricchito da un bassorilievo, opera di Antonio Galli, che raffigura Alessandro Volta nelle vesti di rettore, e, per evidenziare l'indirizzo civile dell'ambiente, la basilica per l'interno.

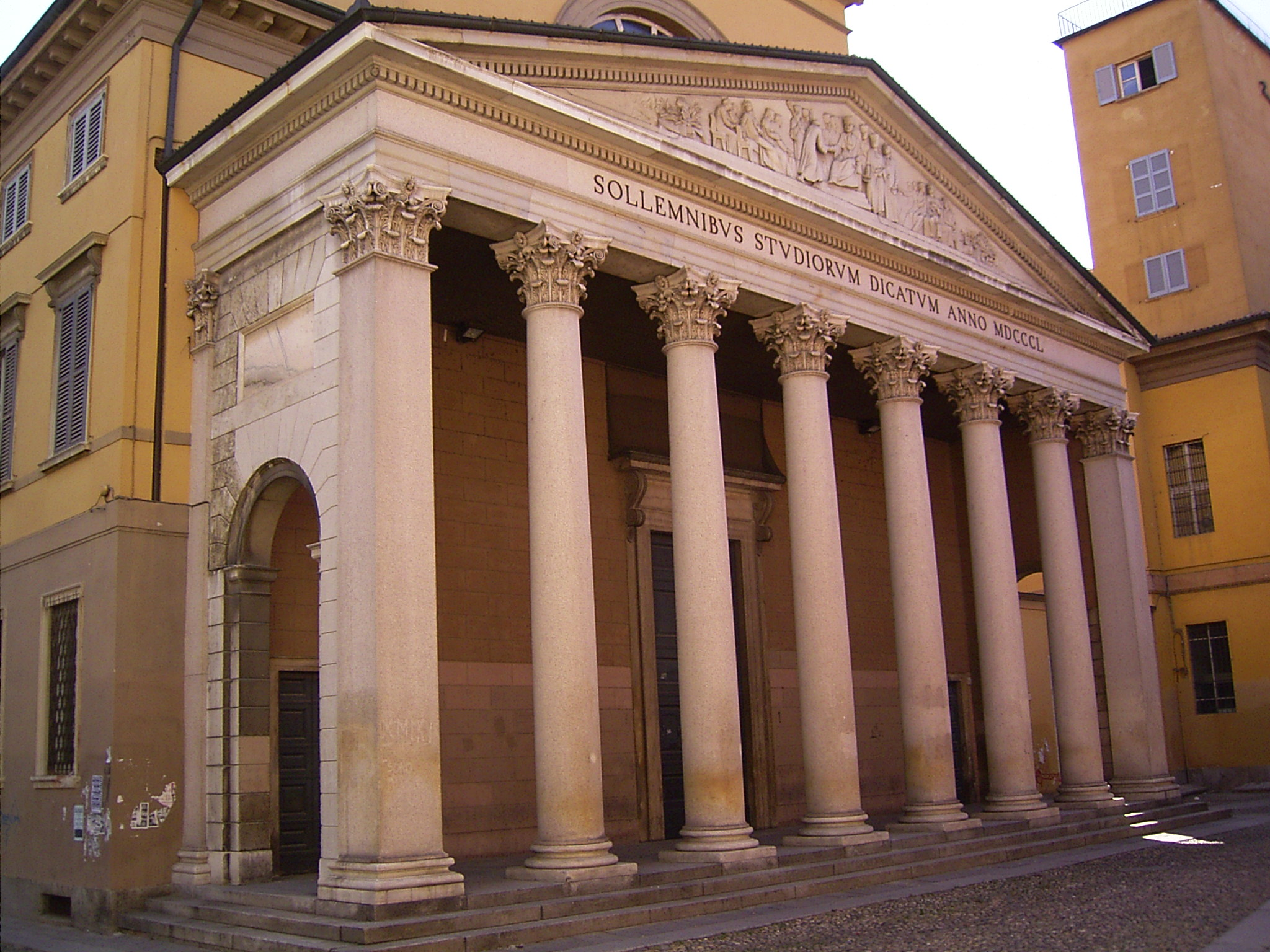
Giuseppe Marchesi, Giovanni Battista Vergani, aula magna, 1845-1850.
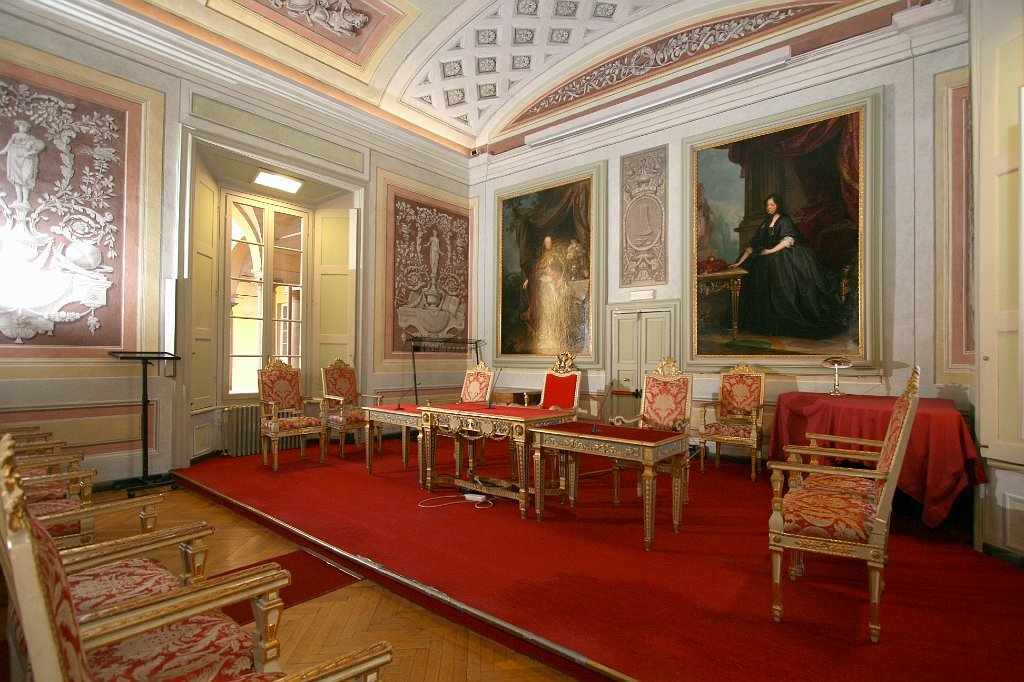
Giuseppe Piermarini, Aula Foscoliana, 1775.
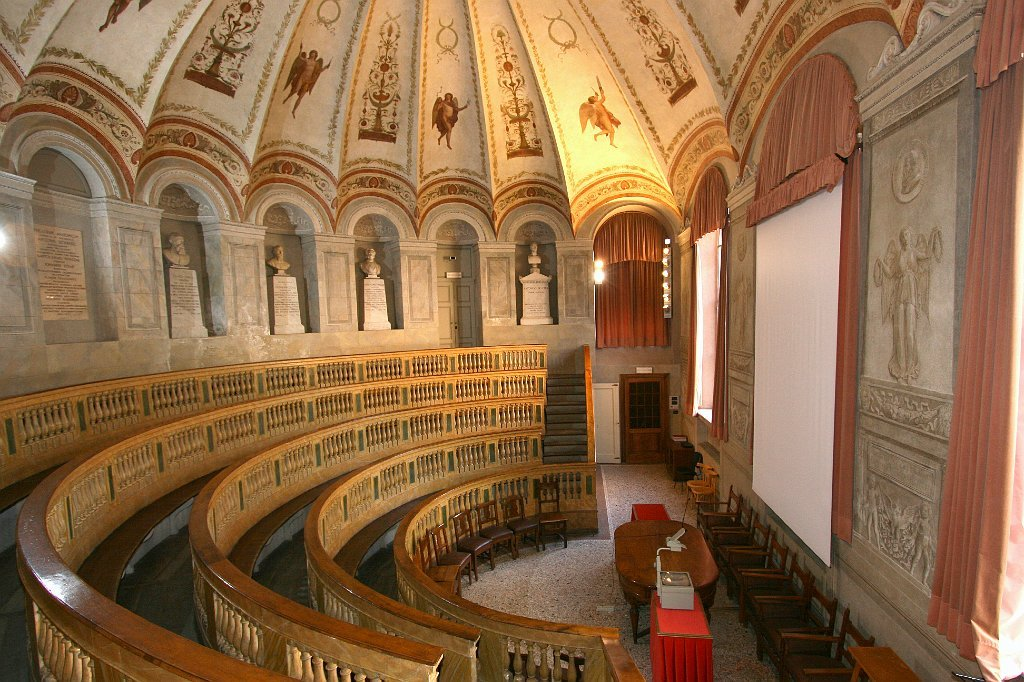
Leopoldo Pollack, Aula Scarpa, 1785-1786.
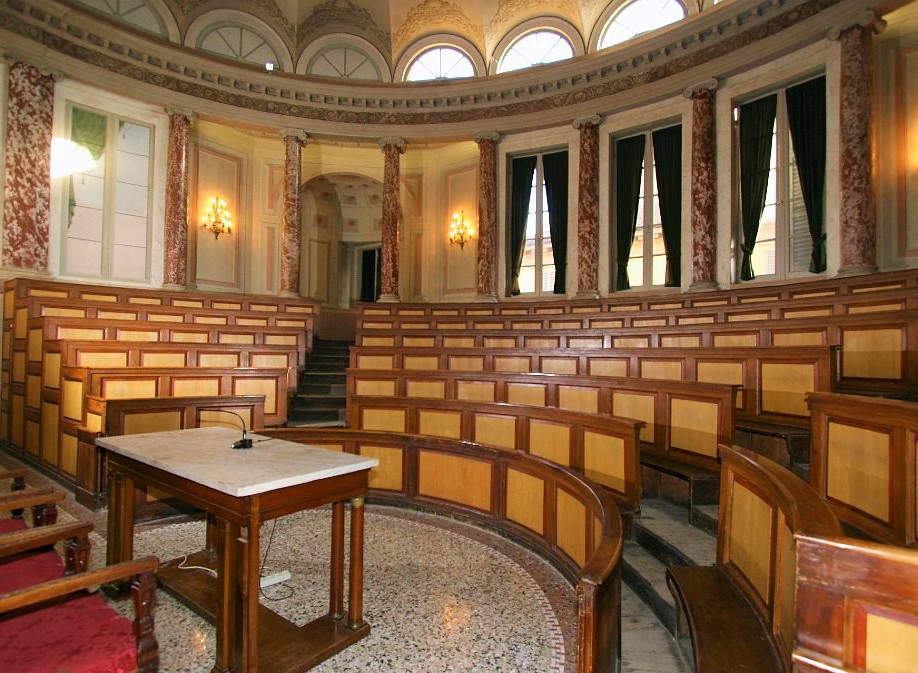
Leopoldo Pollack, Aula Volta, 1787.
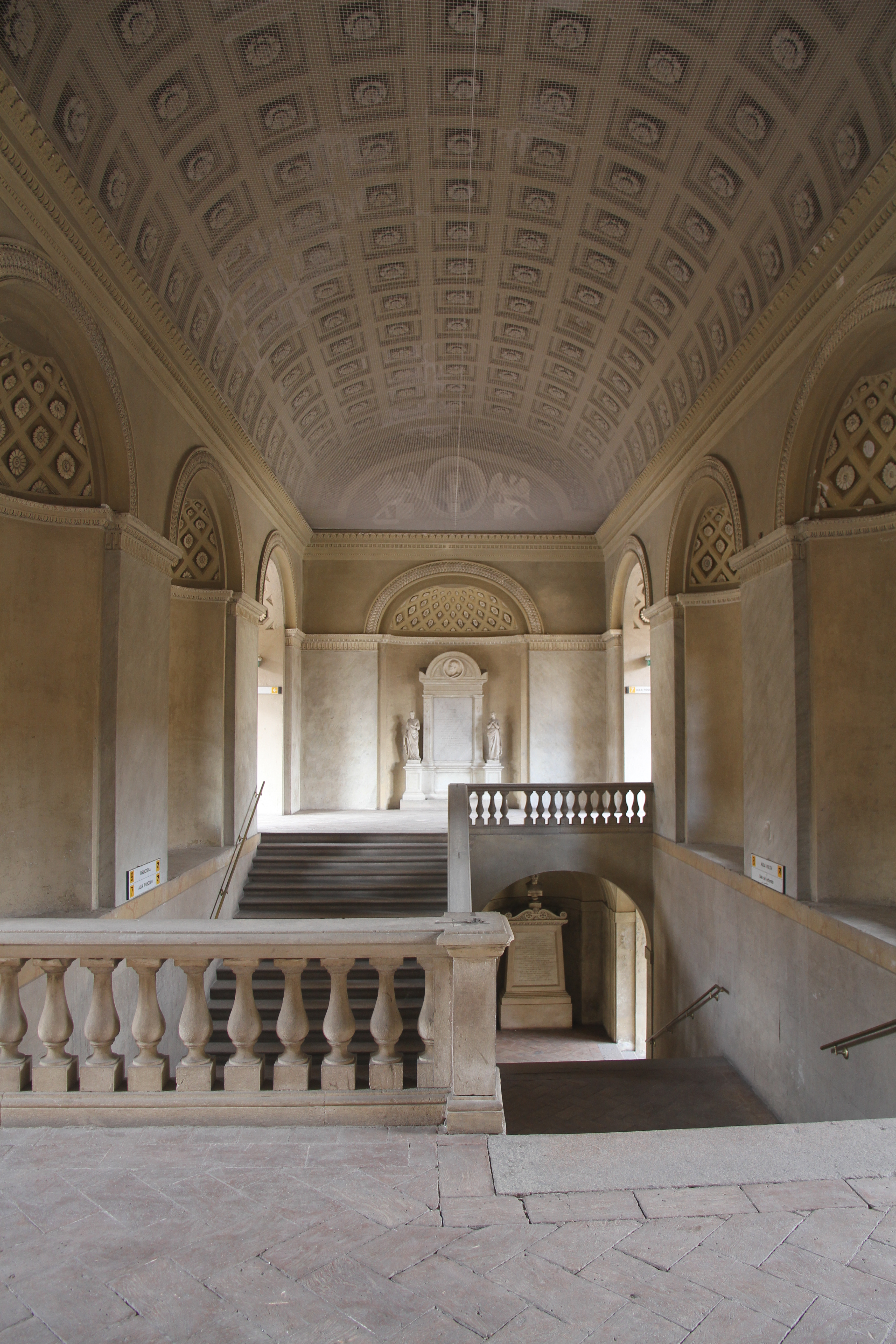
Giuseppe Marchesi, lo scalone, 1819-1821.
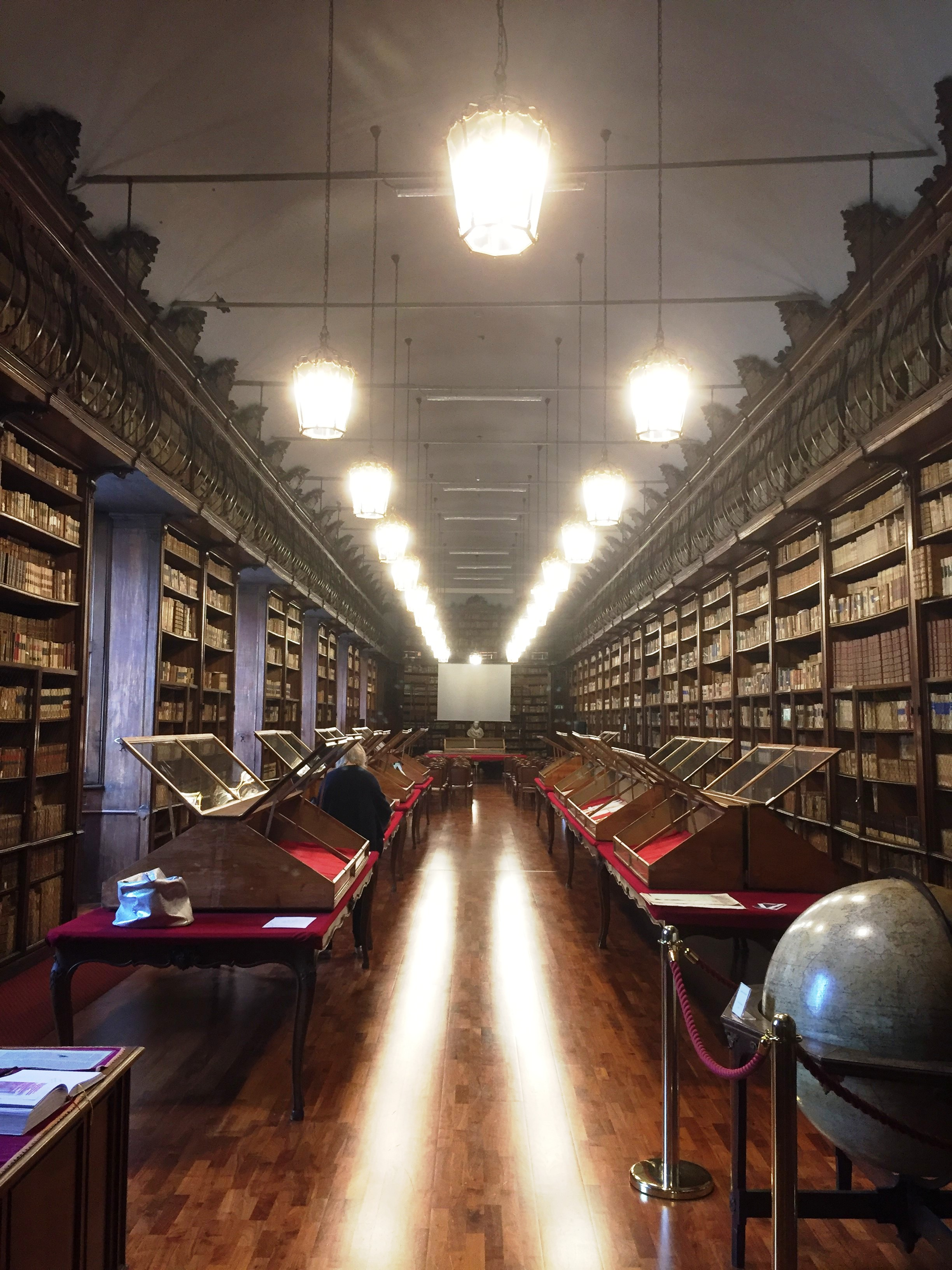
Giuseppe Piermarini, la biblioteca Universitaria, 1772.

## Le lapidi del cortile Volta e del cortile dei Caduti
A partire dal 1790, su proposta di Leopoldo Pollack, i portici del cortile Volta e poi di quello dei  Caduti vennero decorati con le epigrafi, le lapidi tarragne e i monumenti  funerari dei più antichi docenti dell’Università, raccogliendo opere provenienti sia da chiese allora appena sconsacrate e (alcune di esse) poi demolite, sia da edifici ecclesiastici  ancora oggi officiati. Si è venuta così a creare di raccolta di opere che partendo dalla lapide di Baldo degli Ubaldi, realizzata intorno al 1402 in marmo di Candoglia in stile gotico, arriva a contenere epigrafi e monumenti rinascimentali, barocchi e neoclassici. Tra i vari esempi di scultura funeraria, va ricordato il grande monumento funebre (alto oltre sei metri) del giurista Andrea Alciato scolpito, su progetto di Cristoforo Lombardo,  in marmo di Candoglia da Giovan Angelo Marini e Giulio da Oggiono intorno al 1551 e proveniente dalla chiesa di Sant’Epifanio.

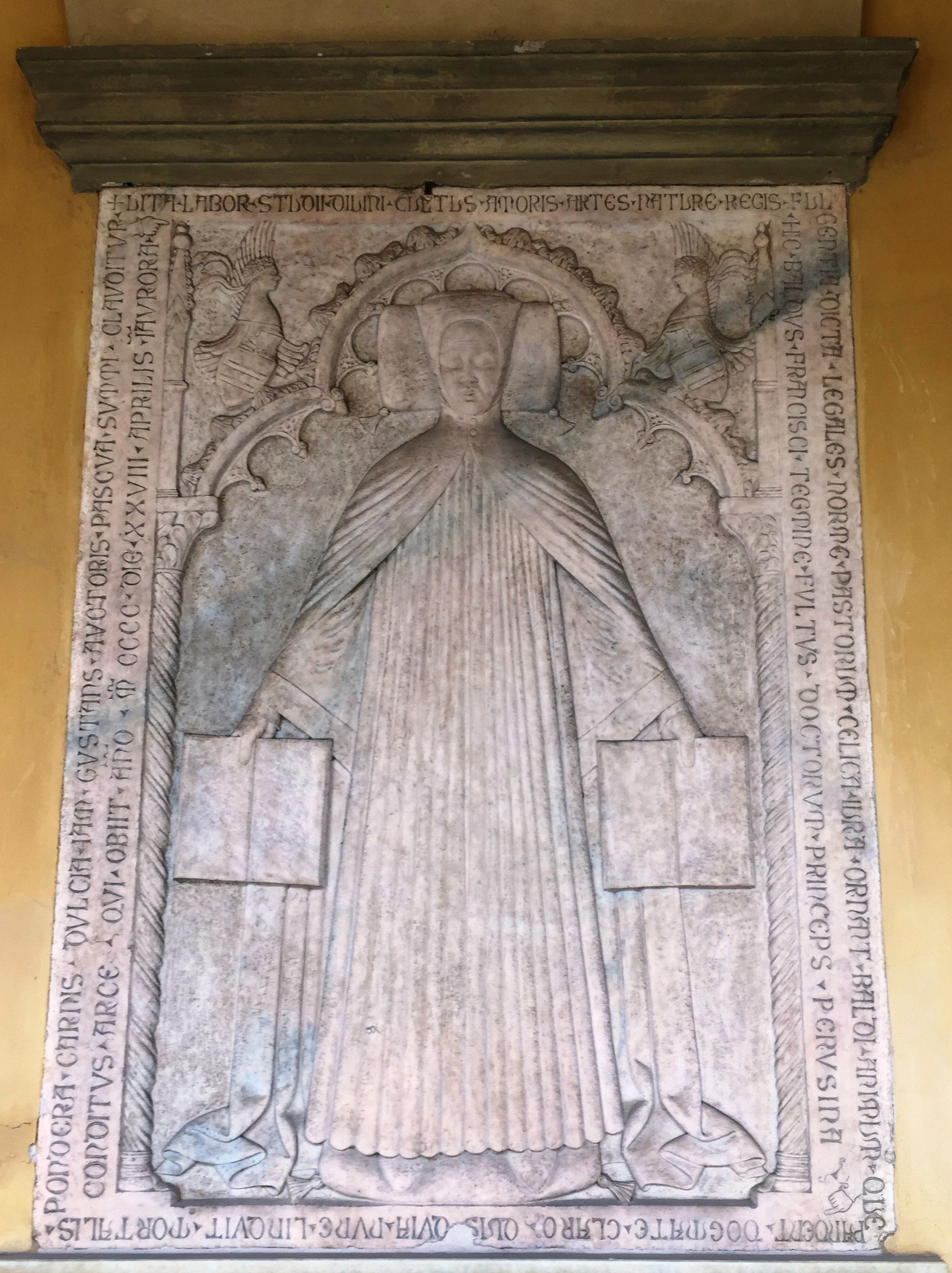
Lapide di Baldo degli Ubaldi, 1402 circa.
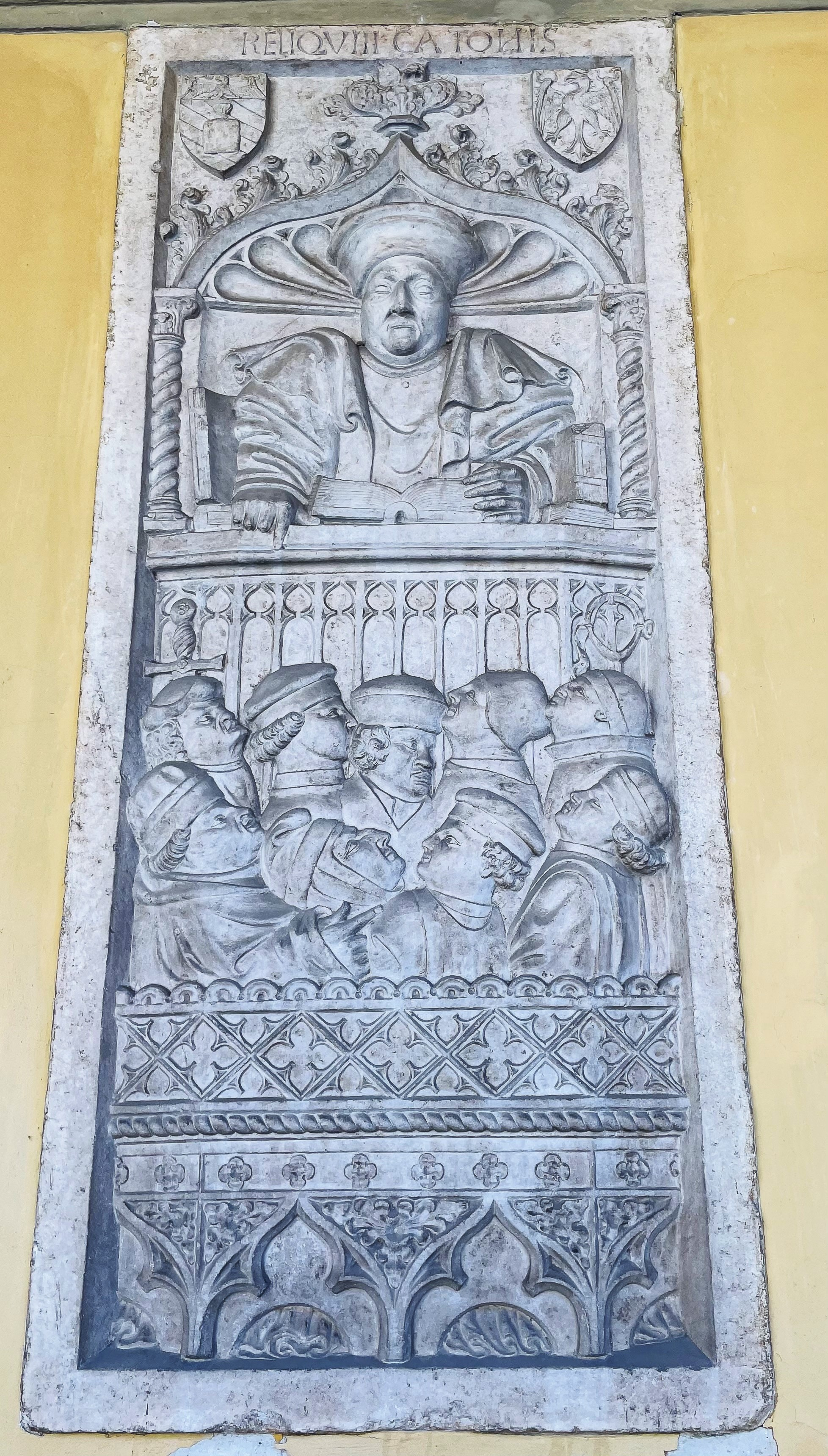
Lapide di Catone Sacco, 1463 circa.
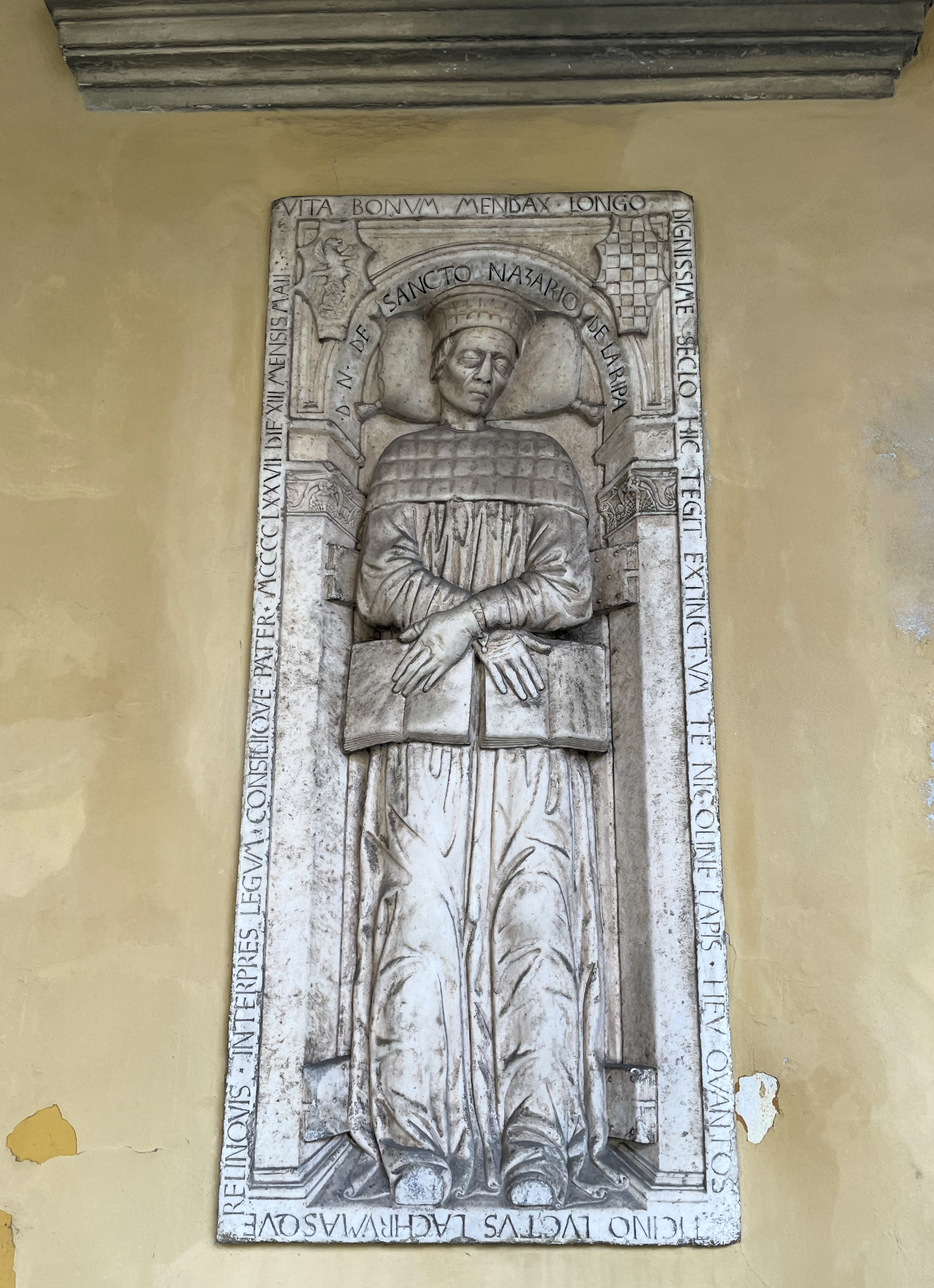
Lapide di Nicolino Sannazzaro, 1473 circa.
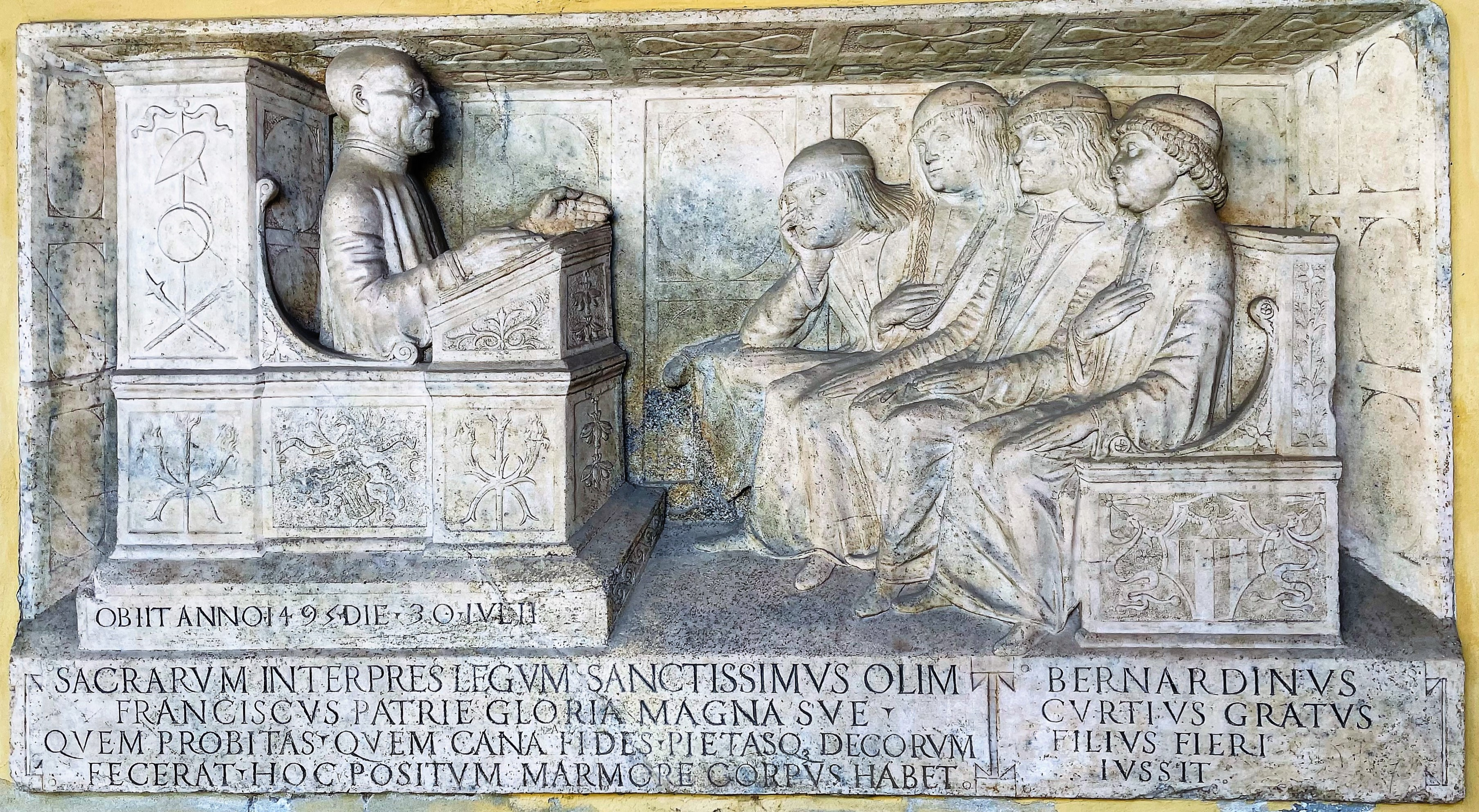
Lapide di Francesco Corti, 1491 circa.
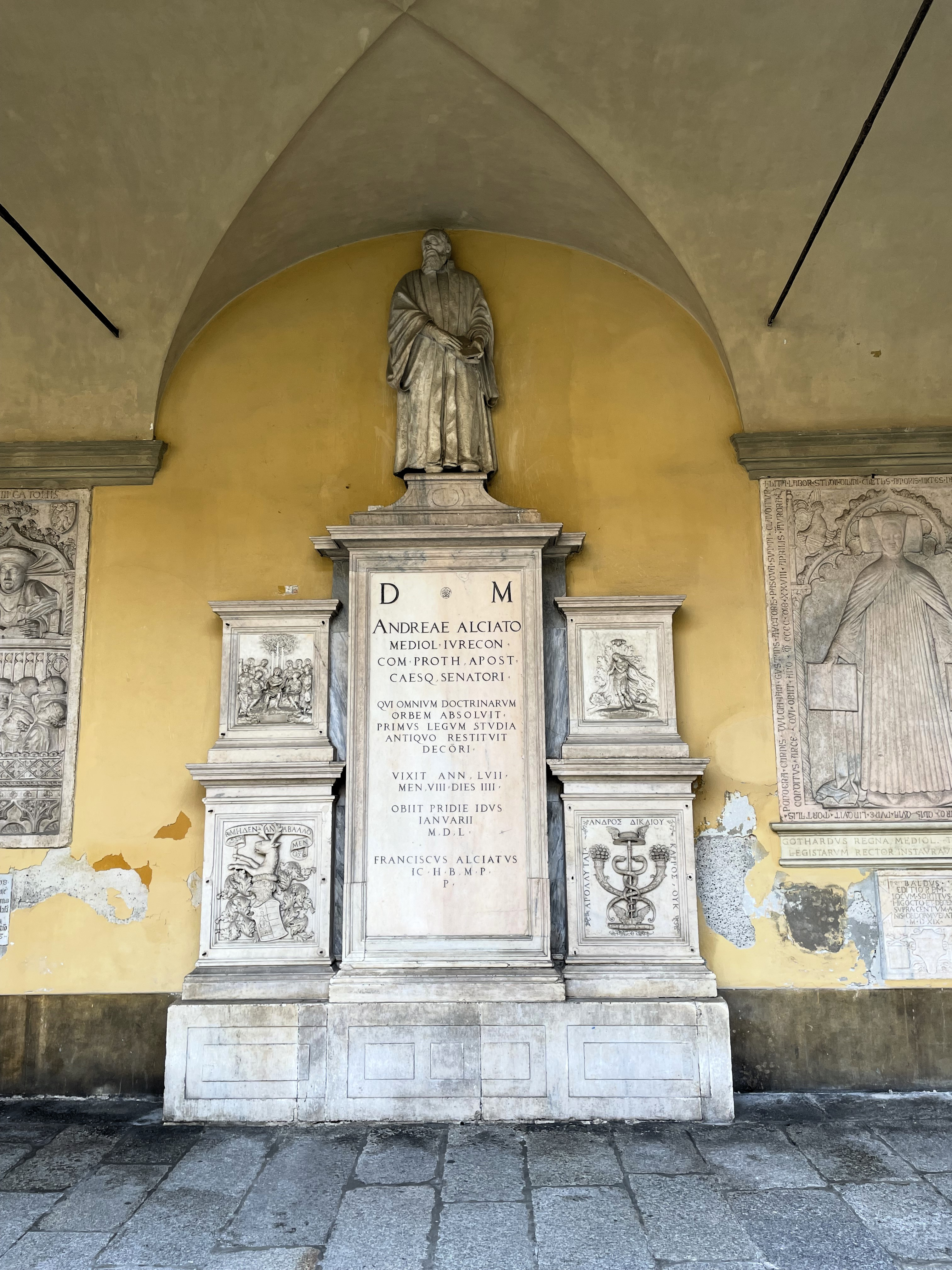
Cristoforo Lombardo (progetto), Giovan Angelo Marini e Giulio da Oggiono, Monumento di Andrea Alciato, 1551 circa .
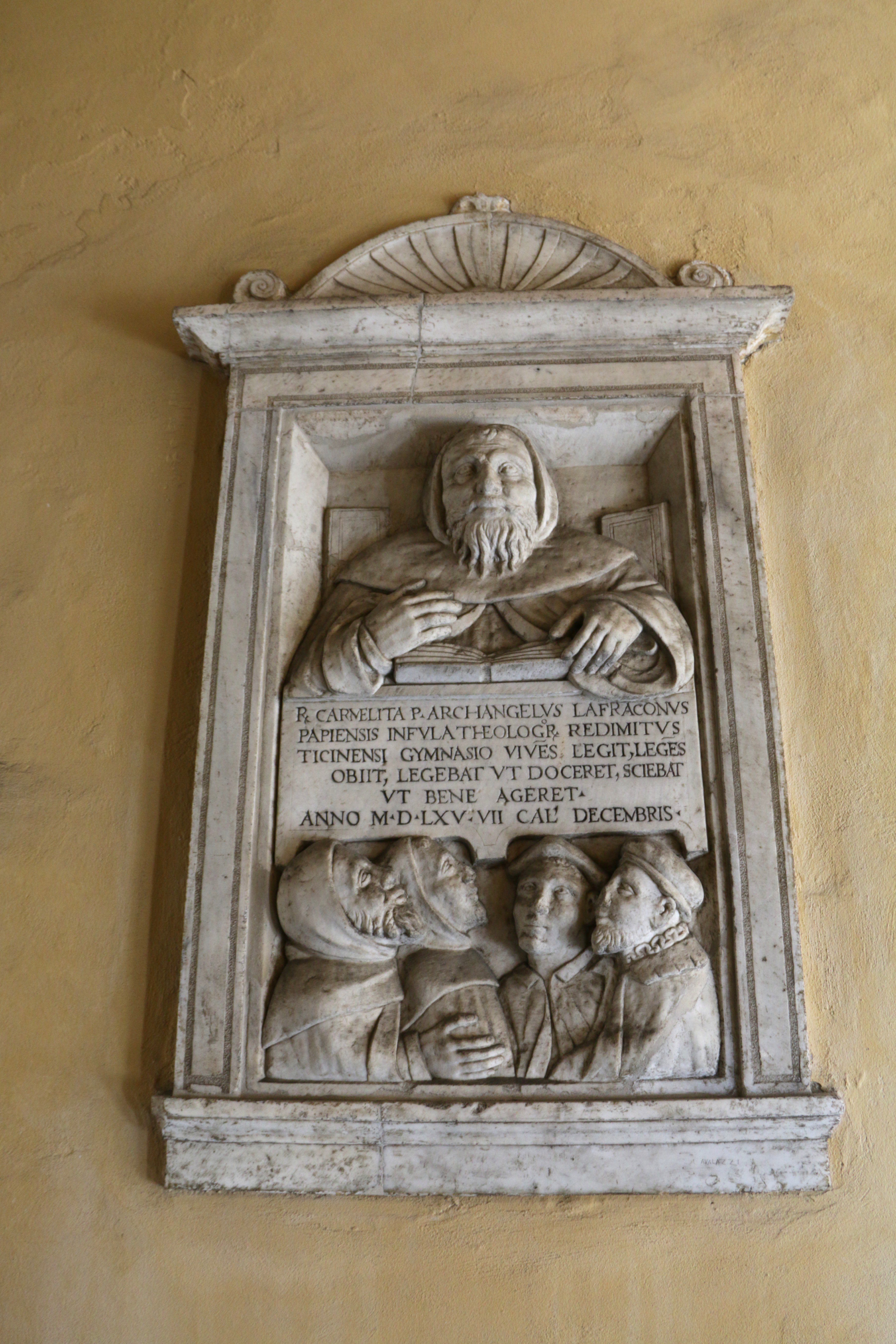
Lapide di Arcangelo Lanfranconi, 1565 circa.